# Ivan Dieška
Ivan Dieška (4. října 1941 Bratislava – 10. prosince 2006 Bratislava) byl československý horolezec, funkcionář, publicista a spisovatel, zasloužilý mistr sportu a držitel zlatého odznaku Iamesu, ve své době patřil mezi nejlepší slovenské horolezce a byl také nejvýznamnějším publicitou. Předseda trenérské rady čs. horolezeckého svazu, spoluzakladatel čs. skalních závodů, organizátor prvních středoevropských boulderingových závodů.
Napsal horolezecké encyklopedie a vrcholné sportovní funkcionáře přesvědčil o významu horolezectví jako vrcholového sportu, čímž horolezci získali značnou finanční podporu. Jeho spolulezci byli např. jeho bratr Peter Dieška či Pavel Pochylý.

## Výstupy
210 výstupů (30 prvovýstupů) ve Vysokých Tatrách
- 1970: přechod hlavního hřebene tatranského masívu; I. Dieška, O. Pochylý, P. Pochylý – vrcholové družstvo
- 1966: komín J stěny, Jastrabia veža, Vysoké Tatry; I. Dieška, P. Dieška, R. Mock
- 1967: V stěna, Vyšná Barania strážnica; I. Dieška, P. Dieška, P. Pochylý
- 1967: kout J stěny, Kežmarský štít, Vysoké Tatry; I. Dieška, M. Plzák, P. Pochylý, J. Zrůst-Unger
- 1967: S stěna, Turnia nad Korytom; P. Dieška, I. Dieška, L. Mock, L. Páleníček – zimní výstup
- 1968: přes „Rubáš“, S stěna, Grandes Jorasses; I. Bortel, O. Blecha, I. Dieška, V. Kanyár – 2. výstup, 1. letní
- 1970: Čierny pilier, Z stěna, Lomnický štít, Vysoké Tatry; I. Dieška, P. Pochylý
- 1973: SV stěna, Nordre Trolltind, Norsko; I. Dieška a P. Dieška – prvovýstup
- 1976: J stěnou, Ušguli, Kavkaz; A. Belica, I. Dieška
- 1978: Triple direct, El Capitan, USA – první čs. výprava

## Dílo
- učební materiály pro cvičitele a metodické listy pro horolezectví
- Previsnutá revue – články
- DIEŠKA, Ivan. Cvičné skaly na Slovensku. 1. vyd. Bratislava: Šport, 1978. 384 s. (slovensky)
- DIEŠKA, Ivan. Horolezectvo zblízka. 1. vyd. Bratislava: Šport, 1984. 304 s. (slovensky)
- DIEŠKA, Ivan; ŠIRL, Václav. Horolezectví zblízka (původním názvem: Horolezectvo zblízka). Překlad Václav Širl; lektoroval Jiří Novák. 1. vyd. Praha: Olympia, 1989. 444 s. 27-081-89. S. 383,385,386,397,398.
- DIEŠKA, Ivan; ŠIRL, Václav. HOROLEZECTVO encyklopédia. Bratislava: Šport, 1989. 356+16 s. ISBN 80-7096-015-9. S. 78. (slovensky)